# Drezda–Děčín-vasútvonal
A Děčín–Dresden-Neustadt-vasútvonal (más néven Elba-völgyi vasútvonal) egy kétvágányú, villamosított fővonal Csehországban és Szászországban. Az egykor szász-bohém államvasútként épült vonal a Prága–Drezda távolsági vonal része, és az egyik legfontosabb európai vasúti főútvonal. Az Elba völgyén keresztül halad Děčíntől (német nevén: Tetschen) Bad Schandaun és Pirnán át Drezdába. Mintegy 130 méteres tengerszint feletti magasságával a legalacsonyabban fekvő vasútvonal a cseh-német határon.
A Drezda–Děčín-vasútvonal a 22. számú útvonalként (Athén - Szófia - Budapest - Bécs - Prága - Nürnberg/Drezda) a Transzeurópai Hálózatok része, bővítését a 2000 és 2006 között az ERFA szövetségi programból tizenegy millió euróval finanszírozták, és a vonal egyben a IV. páneurópai vasúti folyosó legészakibb szakasza, amelynek fővonala Drezdától Isztambulig tart. A vonal egyben az egyetlen villamosított vonal, amely közvetlenül összeköti Németországot a Cseh Köztársasággal. Ez a legrövidebb vasúti összeköttetés a tengerparttal nem rendelkező Cseh Köztársaság és az északi-tengeri kikötők között, amelyek a cseh ipar tengerentúli exportjának jelentős részét bonyolítják le. Az Elba-völgyi vasútvonalon keresztül közvetlen EuroCity-vonatok kötik össze Berlint Prágával, Bécsbe és Budapestre pedig különjáratok közlekednek. A német oldalon egyes vonatok Berlinen keresztül Hamburgba közlekednek.

## A jövő
A német-cseh határ és Pirna közötti 36 kilométeres szakaszon a 2003. évi szövetségi közlekedési infrastruktúra-terv a billenőtechnológiás üzemeltetéshez szükséges bővítést irányozta elő. Mivel nemcsak a finanszírozás hiányzott, hanem a vasúttársaságok részéről sem volt erre konkrét igény, nem készültek megfelelő bővítési tervek. Ezt a projektötletet nem nyújtották be a Szövetségi Közlekedési Infrastruktúra Terv (BVWP) aktualizálásához, ezért nem szerepel a BVWP 2030-ban.
A növekvő forgalom miatt feltételezhető, hogy az útvonal hosszú távon eléri kapacitástartalékait. Szászország és a Cseh Köztársaság ezért egy új, Heidenau és Ústí nad Labem közötti, nagyrészt földalatti vonal kiépítését támogatja. Az Ústí nad Labem és Prága közötti másik új vonallal együtt a Drezda és Prága közötti menetidő két óra tíz percről körülbelül egy órára csökkenhetne. Ezenkívül az útvonal részét képező érchegyi bázisalagút javulást hozna a teherszállításban, amely az előrejelzések szerint ezen az útvonalon is tovább fog növekedni. A szász gazdasági, munkaügyi és közlekedési minisztérium a költségeket hárommilliárd euróra becsüli, és a megvalósítás 2030 előtt nem várható.